# Ґлінно (Новотомиський повіт)
Ґлінно (пол. Glinno, нім. Glinau) — село в Польщі, у гміні Новий Томишль Новотомиського повіту Великопольського воєводства.
Населення — 1556 осіб (2011).
У 1975-1998 роках село належало до Познанського воєводства.

## Демографія
Демографічна структура станом на 31 березня 2011 року:
|          | Загалом | Допрацездатний вік | Працездатний вік | Постпрацездатний вік |
| -------- | ------- | ------------------ | ---------------- | -------------------- |
| Чоловіки | 766     | 199                | 523              | 44                   |
| Жінки    | 790     | 214                | 487              | 89                   |
| Разом    | 1556    | 413                | 1010             | 133                  |